# (6002) Éétion
Pour les articles homonymes, voir Éétion.
(6002) Éétion est un astéroïde troyen de Jupiter de 40 km de diamètre découvert en 1988.

## Description
(6002) Éétion a été découvert le 8 septembre 1988 à l'Observatoire Brorfelde, près de Holbæk au Danemark, par Poul Jensen.

### Caractéristiques orbitales
L'orbite de cet astéroïde est caractérisée par un demi-grand axe de 5,22 UA, une excentricité de 0,09 et une inclinaison de 15,56° par rapport à l'écliptique. Du fait de ces caractéristiques, à savoir un demi-grand axe compris entre 4,6 et 5,5 UA et un périhélie inférieur à 0,3 UA, il est classé astéroïde troyen de Jupiter du camp troyen. Il est situé au point de Lagrange L5 du système Soleil-Jupiter.

### Caractéristiques physiques
(6002) Éétion a une magnitude absolue (H) de 10,5 et un albédo estimé à 0,075, ce qui permet de calculer un diamètre de l'ordre de 40 km. Ces résultats ont été obtenus grâce aux observations du Wide-Field Infrared Survey Explorer (WISE), un télescope spatial américain mis en orbite en 2009 et observant l'ensemble du ciel dans l'infrarouge, et publiés en 2012 dans un article regroupant les caractéristiques de 478 astéroïdes troyens,.

## Nom
L'astéroïde est nommé en référence au personnage de la mythologie grecque Éétion, père d'Andromaque.